# 百瀬りえ
百瀬 りえ（ももせ りえ、1998年11月8日 - ）は、日本のグラビアモデル、元レースクイーン。元ゼロイチファミリア所属。

## 略歴
2020年、学習院女子大学国際文化交流学部在学中にSUPER GT 21号車のレースクイーン TONE モタスポサポートギャルズを務める。
2021年、学習院女子大学を卒業。ギャルファッション誌『小悪魔ageha』の編集長に就任。
2024年現在は「ももせ」名義でグラビアモデルとして活動する傍ら、芸能事務所Feliceの代表取締役社長を務めている。

## 人物
家が好き。猫を飼っている。
趣味は海外旅行。特技はアクロバット、英検2級・ダイエットアドバイザー。
小学校1年生から高校3年生まではチアリーディングに没頭していた。

## 書籍

### 写真集
- 「Destination」Momose rie Photo book（2021年）[6]